# Vodní nádrž Jevišovice
Vodní nádrž Jevišovice je přehradní nádrž ležící v okrese Znojmo na řece Jevišovce. Byla vybudována v letech 1894 až 1897. Jedná se o nejstarší přehradní nádrž na Moravě a zároveň o jednu z nejstarších kamenných přehrad ve střední Evropě.

## Technické údaje
Gravitační zděná hráz je dlouhá 122 m, široká 3 m a vysoká 25,5 m (ode dna nádrže činí výška hráze 13,5 m). Rozloha vodní plochy činí bezmála 14 ha. Celkový objem nádrže je zhruba 500 000 m3, obvykle se však objem vody v nádrži pohybuje pouze okolo 100 000 m3. Nádrž je poměrně mělká, její průměrná hloubka dosahuje pouze 4,4 m. Na hladině v okruhu 50 m od vtokového zařízení je ochranné pásmo, v němž je zakázáno koupání, jízda na loďkách a rybolov. Pásmo je viditelně označeno plovoucími bójemi.

## Historie
Historie přehradní nádrže sahá již do dob Rakouska-Uherska, kdy v březnu roku 1888 zasáhly město Jevišovice velké povodně (největší za celé 19. století), které se staly hlavním podnětem k vybudování vodní nádrže. Projednávání stavby nové vodní nádrže začalo v červnu roku 1893 a samotná výstavba byla zahájena v roce 1894.
Již na počátku stavby se ukázalo, že zvolený profil nemá vhodné základové podmínky, a proto musel být posunut asi o 130 metrů proti proudu řeky, kde byla v hloubce asi 7 metrů pevná skála, na které byly položeny základy hráze. Při stavbě byly použity pouze kladkostroje a veškerý materiál byl přepravován pomocí koňské síly. Pro nedostatek místních zkušených dělníků se na výstavbě podíleli i dělníci z Itálie. Stavba byla dokončena v roce 1897. Díky svému ve své době unikátnímu technickému řešení byla desítky let uváděna jako učebnicový příklad vodního stavitelství a v r. 1987 byla vyhlášena technickou památkou.
V roce 1994 byla při příležitosti 100. výročí od zahájení stavby umístěna do koruny hráze pamětní deska, připomínající tehdy vládnoucího císaře Františka Josefa I.

## Současnost
V blízkosti nádrže je v provozu kemp Veselka a na břehu pod hrází je menší pláž.
Přehradní nádrž byla vybudována za účelem ochrany proti záplavám a k zajištění minimálního průtoku z toku. Dříve byla nádrž využívána jako zásobárna vody pro cukrovar v Hrušovanech nad Jevišovkou. V současné době slouží především k rekreaci, provozování letních sportů a rybolovu.